# Личный вклад (телепередача)
«Личный вклад» — еженедельная авторская информационно-аналитическая телепрограмма Александра Герасимова, выходившая с 17 мая 2003 по 10 июля 2004 года. В программе обсуждались и анализировались главные политические новости, события и тенденции политической жизни, регулярно выступали известные политики, видные общественные и культурные деятели.
Ведущий общественно-политического ток-шоу — Александр Герасимов.

## История
Решение о создании программы «Личный вклад» было принято в апреле 2003 года (по формату полностью копировавшая «Намедни»), после временного закрытия авторской программы «Намедни» Леонида Парфёнова в феврале 2003 года. Программа стала выходить на НТВ по субботам в 21:00 с хронометражем в 1 час с мая 2003 года и производилась телекомпанией НТВ (с 6 сентября 2003 года — в 19:00; с 7 июля по 29 сентября 2003 года программа повторялась по понедельникам утром). Когда программа только создавалась, Александр Герасимов позвал в неё своих коллег, корреспондента Владимира Кондратьева, Александра Колпакова, Вадима Фефилова, Егора Колыванова и Бориса Корчевникова. Редакция программы располагалась на 9-м этаже телецентра «Останкино».
Ведущий программы Александр Герасимов так объяснил название программы:

Ни для кого не секрет, что подавляющее большинство происходящего делается за деньги, либо «кратко» либо «долгосрочные». Все совершается исключительно из материального интереса тех или иных персоналий, которые преследуют свои цели, то есть вносят свой вклад в развитие событий. Мы будем пытаться искать этот интерес, стараясь не упустить из вида собственно события.

Программа будет достаточно разнообразной. Кроме событий недели, важность которых мы будем определять сами, собираемся обсуждать значимые для каждого человека темы.
Цензура на НТВ в 2002—2005 годах: конфликт Герасимова и Парфёнова
С её ведущим (а по совместительству — заместителем генерального директора НТВ по информационному вещанию) у автора «Намедни» возник конфликт: Парфёнов утверждал, что ему невозможно работать, когда по субботам идёт «Намедни-лайт» (под этим понятием подразумевался «Личный вклад»), а по воскресеньям — «Намедни». Конфликт обострился ещё и тем, что репортажи для обеих программ готовились корреспондентами Службы информации НТВ (программы «Сегодня», «Страна и мир», «Намедни» и «Личный вклад»). Началась так называемая «делёжка кадров» — например, Парфёнов отправлял корреспондента в командировку, а её не подписывали по причине того, что он же в данный момент времени был нужен «Личному вкладу». Так как программа Герасимова выходила в субботу вечером, Парфёнову, чтобы избежать повторов, приходилось отказываться от освещения ряда выигрышных тем, уже прошедших в «Личном вкладе».
Назначение на пост генерального директора НТВ Николая Сенкевича, не имевшего опыта работы в медиабизнесе, было негативно встречено коллективом НТВ, в том числе ведущим авторской программы «Намедни» Леонидом Парфёновым. Это обстоятельство сказалось на дальнейших отношениях Парфёнова с руководством НТВ: многие сюжеты для «Намедни» стали запрещать к эфиру.
Также ужесточилась цензура в других программах Службы информации и Службы правовых программ НТВ под управлением Татьяны Митковой и Владимира Золотницкого соответственно: многие сюжеты для программы «Криминал» (впоследствии — «По праву», «Протокол», ныне — «ЧП») стали сниматься с эфира по личному распоряжению заместителя генерального директора по информационному вещанию НТВ Александра Герасимова. Информационная политика НТВ времён Сенкевича и Александра Герасимова также ещё продолжала отличаться от аналогичной у «Первого канала» и «России».
30 мая 2004 года Герасимов ввёл запрет на показ на европейскую часть России сюжета Елены Самойловой из программы «Намедни» «Выйти замуж за Зелимхана», содержащего интервью с вдовой Зелимхана Яндарбиева (сюжет вышел в эфир на азиатскую часть страны). Чтобы снять с себя всякую ответственность за попытку цензуры, автор и ведущий программы Леонид Парфёнов потребовал издать письменное распоряжение о снятии интервью с эфира, которое, в свою очередь, опубликовал в газете «Коммерсантъ». В результате этого, Николай Сенкевич закрыл «Намедни», а Парфёнова уволил с НТВ. Согласно официальному приказу — по сокращению штата, согласно разъяснениям официальных лиц телекомпании — за нарушение корпоративной этики. Сайт программы был также закрыт, из «общих» же форумов методически удалялись все сообщения, посвящённые данной проблеме. О закрытии передачи все сотрудники узнали только из лент новостей вечером 1 июня.
6 июня 2004 года Парфёнов в ток-шоу «Времена» сказал, что с Александром Герасимовым, исполнявшим в те годы обязанности главного редактора НТВ, он располагался в состоянии постоянного конфликта, объясняя его причину тем, что Герасимов учредил «Личный вклад» — субботнюю информационно-аналитическую программу, визуально и структурно копировавшую «Намедни».
В руководстве телеканала происходят кадровые изменения: были уволены Александр Герасимов, главный продюсер НТВ Кирилл Набутов, руководитель программной дирекции Олег Точилин. Ведущий «Страны и мир», также закрытой Кулистиковым, Алексей Пивоваров (в декабре 2004 года был отстранён от эфира на месяц) остался на телеканале и стал ведущим программы «Сегодня», но уже в октябре 2013 года он окончательно покинул телекомпанию и стал работать менеджером и продюсером холдинга «СТС Медиа». Чуть позже Пивоваров уйдёт с «СТС Медиа» на RTVI.

## Критика
Обозреватель «Известий» Мила Кузина высказалась о рейтинге программы:

Александр Герасимов, смело вышедший с собственной аналитической программой «Личный вклад», пока проигрывает даже Николаю Сванидзе на «России». Так же, как и второму каналу, НТВ не удалось сделать рейтинговое реальное шоу. Николай Сенкевич уверен, что НТВ сохранит третью позицию и останется буржуазным каналом для «успешных людей с позитивной психологией».
Корреспондент НТВ Эльхан Мирзоев в своей документальной книге «Мои останкинские сны и субъективные мысли» описал внешний вид передачи:

Программу «Личный вклад» вёл сам замгендиректора НТВ по информационному вещанию Александр Герасимов. Выходила по субботам, позиционировала себя как информационно-аналитическая, хотя таковой не являлась. Делали её очень скверно — плохой штат продюсеров, редакторов, корреспондентов. Даже сам Герасимов не очень выкладывался, работал спустя рукава, но почему-то был уверен, что программа победит своего конкурента на НТВ — «Намедни». Герасимов был выдавлен с телеканала новым гендиректором Владимиром Кулистиковым тем же летом 2004 года, вместе с ним с НТВ исчезла и его скучная программа.

## Закрытие
В июле 2004 года на пост генерального директора НТВ был назначен Владимир Кулистиков. Закрывается большая часть общественно-политических программ. Информационно-аналитическая программа «Личный вклад» (образованная после программы «Намедни») была закрыта с формулировкой «предрешена отставка Александра Герасимова с поста заместителя генерального директора НТВ по информационному вещанию».
Мотивируя свой уход, Герасимов сослался на усталость, не называя других причин:

Я ухожу с НТВ — это согласие по взаимной договоренности. Я просто ухожу и всё. Программа «Личный вклад» не выйдет в следующую субботу — это факт. Я устал за последние полтора года — практически без выходных. Поэтому хочу отдохнуть.
После закрытия «Личного вклада» и других программ на НТВ не было ни одной еженедельной информационно-аналитической телепередачи в традиционном журнальном формате.
Позже была создана еженедельная «Итоговая программа» в публицистическом формате, выходившая с 2005 по 2015 годы. Как и любая другая информационно-аналитическая программа, «Итоговая программа» с Кириллом Поздняковым включала в себя ряд развёрнутых репортажей корреспондентов НТВ на тему актуальных событий в стране и мире. В 2005—2011 годах каждый сюжет программы начинался с карикатуры или же иронической мини-заставки на тему репортажа, по аналогии с выходившей ранее программой «Намедни».
Евгений Киселёв, чья программа «Итоги» в 1990-х, начале 2000-х годов выходила на НТВ в таймслоте «Итоговой программы», в 2008 году отозвался о передаче следующим образом:

Однажды посмотрел «Итоговую программу» Кирилла Позднякова, которая выходит на времени моих «Итогов», и поразился: она почти не имеет отношения к событиям недели. Это набор бульварных историй, что, впрочем, вполне соответствует политике жёлтого канала, каким стал НТВ.

## Награды
- Лауреат премии «Стиль года — 2003» в номинации «Телевизионный ведущий»[56].
- Лауреат премии «Promax & BDA Russia Awards» («New York Festival 2005») в номинации «Лучшее оформление программы»[57].